# Treveon Graham
Treveon Graham (Washington, 29 ottobre 1993) è un cestista statunitense, professionista nella NBA.